# Ljubomir Stojanović
Ljubomir Stojanović, född 6 augusti 1860, död 16 juni 1930, var en serbisk språkforskare och politiker. Han var sekreterare i serbiska vetenskapsakademien och professor vid universitetet i Belgrad.
Stojanović tillhörde den självständiga radikala grupp som bröt sig ut ur Nikola Pašićs moderata radikala parti och var medarbetare i partiorganet "Odjek". Efter att Alexander I av Serbien mördades 1903 inträdde han som kultusminister åt premiärminister Jovan Avakumović och blev efter Pašićs fall ministerpresident.
Av Stojanovićs filologiska arbeten kan nämnas Miroslavovo jevangelie (1897), Stari srpski zapisi i natpisi (I-III, 1902-05), Katalog rukopisa i starih štampanih knjiga (1901), Katalog narodne biblioteke u Beogradu (1903). Han redigerade den nya editionen av Vuk Karadžićs "Srpske narodne pjesme" (1891-1902) och densammes korrespondens, prepiska (1907-13) samt skrev studien Vuk Stefanović Karadžić, njegov na srpskom jeziku t pravopisu (i "Glas", häfte 5).